# Renault Ondelios
La Renault Ondelios è una concept car prodotta dalla casa automobilistica francese Renault e presentata al salone dell'automobile di Parigi del 2008.

## Contesto
Si tratta di un crossover ecologico di alta gamma, dalle dimensioni imponenti, caratterizzato da una carrozzeria in fibra di carbonio e vetri in policarbonato, progettati per ridurre il peso complessivo e, conseguentemente, i consumi. Patrick Le Quément, direttore del design Renault, spiega che la sua ultima creazione è "ispirata dal movimento piuttosto che dalla velocità. Renault Ondelios è un nuovo invito al viaggio". 

## Stile
Particolarmente degno di nota è l'impiego di un caratteristico motivo a onda, presente in tutti i principali elementi della vettura: la mascherina anteriore, i fari anteriori, attraverso l'utilizzo di diodi elettroluminescenti ad alte prestazioni, e le luci posteriori, gli elementi decorativi, gli estrattori e le prese d'aria, la plancia, l'abitacolo e la pedaliera. 
Nell'Ondelios sono presenti sei sedili singoli disposti in tre file. Le poltrone sono ispirate a quelle degli aeroplani, soprattutto per le loro regolazioni: lo schienale è reclinabile come un sedile di "business class", e comprende un poggiapiedi a scomparsa.  Si accede all'abitacolo tramite due grandi portiere ad ala di gabbiano che si aprono verso l'alto, similmente al precedente concept della Renault, la Talisman, presentata nel 2001. Sotto il parabrezza si trova un pannello di controllo che permette di monitorare le telecamere di bordo, il carico dei moduli ibridi e il regime del motore. Il tachimetro è di tipo classico numerico.

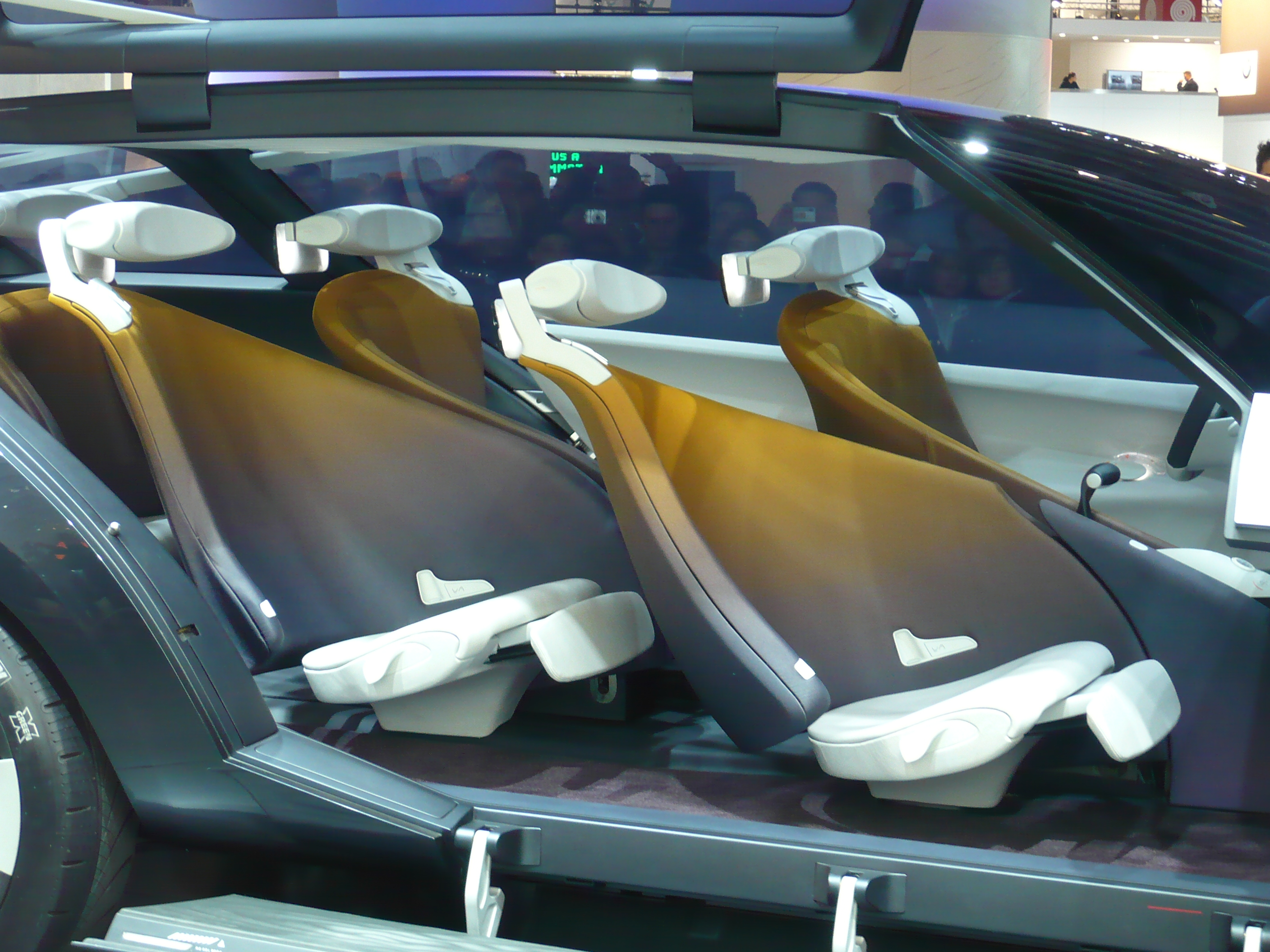
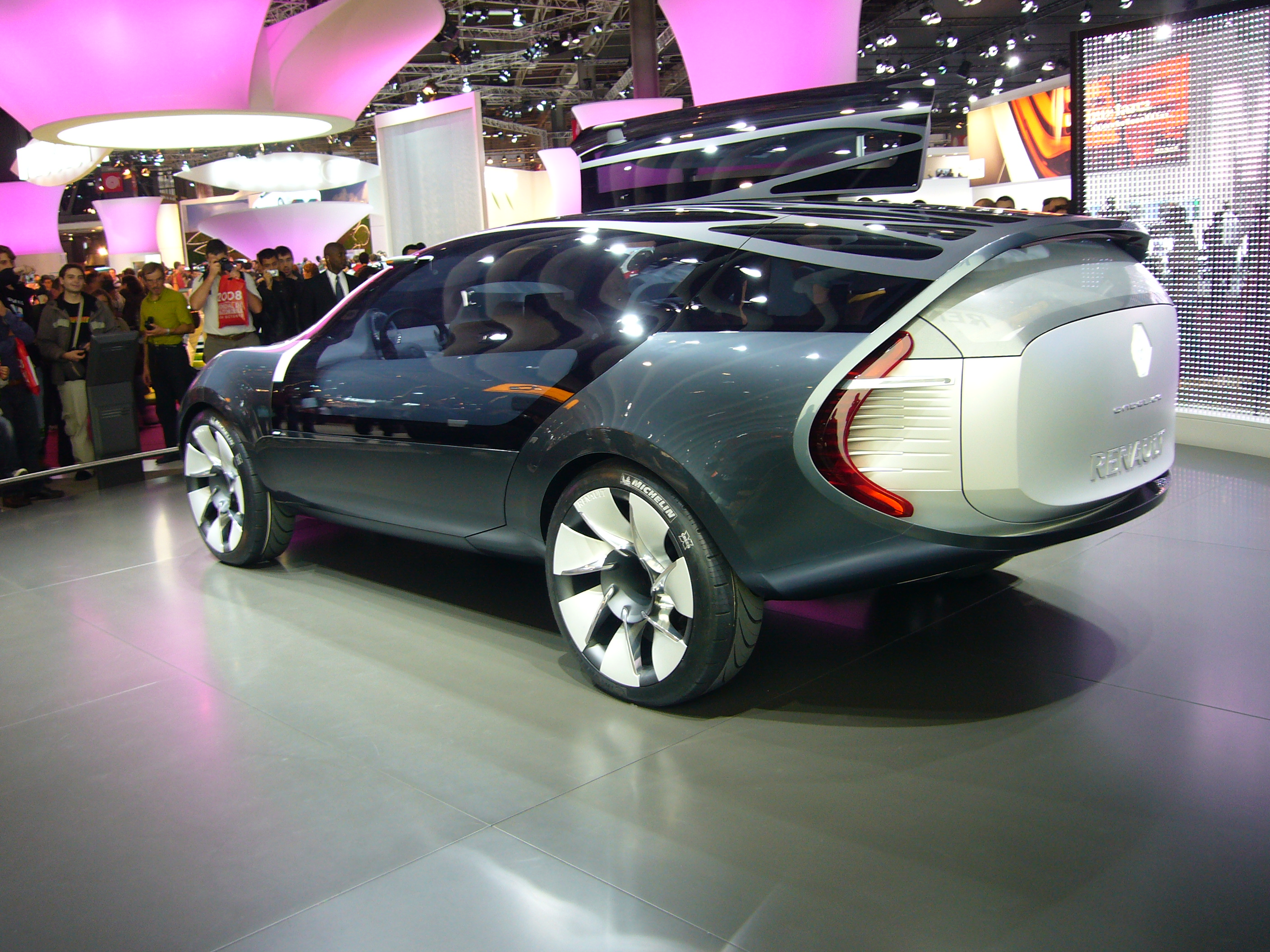

Attraverso un cellulare e il sistema di comunicazione integrato, il conducente può usufruire della tecnologia "Handsfree". Questa funzione consente di aprire e chiudere le porte e di avviare il motore senza utilizzare una chiave. Il cellulare Samsung incorporato è in grado di riconoscere il conducente e caricare una serie di informazioni a lui relative non appena si accomoda al volante, come le impostazioni del posto guida o la sua musica preferita. 

## Caratteristiche tecniche
La Renault Ondelios è un veicolo ibrido, alimentato da un motore turbodiesel 2.0 dCi a quattro cilindri con una potenza di 205 CV (150 kW) e due motori elettrici, ciascuno con una potenza di 20 kW, che operano attraverso un cambio automatico a doppia frizione a sette rapporti. I motori elettrici, alimentati da un pacco di batterie a ioni di litio, sono posizionati uno nella parte anteriore e l'altro nella parte posteriore del veicolo, offrendo complessivamente una potenza di 190 kW (258 CV). L'accelerazione da 0 a 100 km/h avviene in 7,8 secondi e il consumo di carburante è di 4,5 litri di gasolio per 100 chilometri. Le emissioni di CO2 sono di 120 g/km e il coefficiente di resistenza aerodinamica è pari a 0,29.